# Röhrabrunn
Röhrabrunn ist eine Katastralgemeinde der Gemeinde Gnadendorf im politischen Bezirk Mistelbach. Die Ortschaft hat 121 Einwohner (1. Jänner 2024). Bis Ende 1967 war Röhrabrunn eine eigenständige Gemeinde.

## Geografie
Der Ort befindet sich am Nordhang der letzten Ausläufer des Ernstbrunner Waldes und liegt im Hügelland des Weinviertels. Südlich von Röhrabrunn befindet sich der Grünberg mit einer Höhe von 315 m. Am östlichen Ortsende vorbei fließt der Zayabach.
Das Gebiet der Katastralgemeinde umfasst 1.067,67 ha, wovon die Hälfte Wald ist. In der Großgemeinde Gnadendorf ist Röhrabrunn flächenmäßig die größte Katastralgemeinde.
Eine Anbindung an das öffentliche Straßennetz besteht nur am östlichen Ortsende, da sich am westlichen Ortsende kein Anschluss an eine Landesstraße befindet.

## Geschichte
Über die Gründung und den Ursprung des Ortes fehlen jegliche Überlieferungen. Im Jahre 1590 finden die Herrschaften Klement, Loschdorf, Seefeld und Hackenberg hier begütert. Wolf Christoph von Enzersdorff in Klement war der größte Grundeigentümer mit 23 Häusern. Die anderen drei Herrschaften besaßen unterdessen nur insgesamt sechs Häuser. Vor 1783 gehörte Röhrabrunn zur Pfarre Stronsdorf, seither zu Eichenbrunn.
1828 wurde die mitten im Ort stehende Kapelle errichtet. In den siebziger Jahren wurde der Bach, der durch den Ort floss und in den Zayabach mündet, verrohrt.
Mit 1. Jänner 1968 wurden im Zuge der Niederösterreichischen Kommunalstrukturverbesserung die bis dahin selbständigen Gemeinden Röhrabrunn und Pyhra nach Gnadendorf eingemeindet.

## Kultur und Sehenswertes
Im vom Ort südöstlich gelegenen Wald befindet sich die Greinkapelle, die ein beliebtes Ausflugsziel darstellt. In Röhrabrunn findet man noch ein Gasthaus und ein Jugendheim, welches sich im alten renovierten Milchhaus befindet. Entlang der Zaya am Ort vorbei führt der Blauburger Radweg.